# Vital Idol: Revitalized
Vital Idol: Revitalized ist ein Remixalbum des britischen Rocksängers Billy Idol, das am 28. September 2018 veröffentlicht wurde. Das Album wurde als „modernes Upgrade“ von Vital Idol beschrieben. Die digitale Version enthält vier zusätzliche Remixe, darunter einen neuen Billy Idol- und Steve-Stevens-Remix von Mony Mony und Save Me Now (Lost Dog Remix), überarbeitet von Idols Sohn Willem Wolfe mit Brandon Rauch und Ed Bedrosian.
Das Album Vital Idol: Revitalized unterscheidet sich von Vital Idol insofern, als dass sich Billy Idol mit diesen neuen Versionen seiner teils über 30 Jahre alten Klassiker verstärkt ins Genre des Electro-Pop verlagert.
Die Remixe wurden mit namhaften Künstlern aus der Electro- und Techno-Szene aufgenommen. So wirkten u. a. Moby, RAC, The Crystal Method, Tropkillaz, Paul Oakenfold, Shiba San, Juan Maclean und CRAY an den Neuinterpretationen mit.
Erhältlich ist das Album Auf CD und als Deluxe-Edition als MP3-Download. Als limitierte Edition gab es das Album auch als Doppel-LP in schwarzem sowie in blauem und orangem Vinyl.

## Titelliste
| 1  | White Wedding (Cray Remix)                 | 3:28 |
| 2  | Dancing With Myself (Rac Remix)            | 3:34 |
| 3  | Eyes Without A Face (Tropkillaz Remix)     | 3:50 |
| 4  | Rebel Yell (The Crystal Method Remix)      | 5:23 |
| 5  | (Do Not) Stand In The Shadows (Moby Remix) | 4:21 |
| 6  | Flesh For Fantasy (St Francis Hotel Remix) | 3:37 |
| 7  | Catch My Fall (Juan Mclean Remix)          | 5:32 |
| 8  | One Breath Away (Paul Oakenfold Remix)     | 3:22 |
| 9  | To Be A Lover (DJDS Remix)                 | 3:04 |
| 10 | Don’t Need A Gun (Shiba San Remix)         | 3:27 |
| 11 | Hot In The City (Shotgun Mike Remix)       | 3:09 |

Die Download-Version des Albums enthält als Deluxe Edition nachfolgende Bonus-Tracks:
| 12 | Mony Mony (Idol-Stevens Remix)                                  | 5:41 |
| 13 | One Breath Away (Paul Oakenfold Remix / Extended Version)       | 4:57 |
| 14 | (Do Not) Stand In The Shadows (Moby Remix / Half Speed Version) | 4:30 |
| 15 | Save Me Now (Lost Dog Remix)                                    | 4:42 |

Musikvideos sind zu Dancing With Myself (RAC Remix) und Eyes Without A Face (Tropkillaz Remix) veröffentlicht worden.

## Rezension
Trotz des eher ungewöhnlichen Stils der Neuinterpretationen erhielt das Album positive Kritiken. Andreas Schiffmann schreibt auf musikreviews.de:
"Was durchaus auch eine alberne Bloßstellung eines Musikgreises hätte werden können, stellt sich als uneingeschränkt gelungenes Unterfangen heraus. Angesagte Electro-Acts und -Einzelmucker stauben die größten Billy-Idol-Hits auf teils kunstvolle Weise ab, ohne sie völlig zu entstellen, und machen "Revitalized" zu einem stimmigen Stück Rockdisco."
Laut.de-Kritiker Ulf Kubanke nennt das Album eine „Frischzellenkur für Billy Idols Rock-Klassiker“
„Die Mixer finden beim Makeup-Auftragen jene rote Linie, die das hervorragende Ausgangsmaterial in jenes Licht versetzt, dass Erneuerungswillen und Respekt gleichermaßen spiegelt. Besonders interessant gerät die Neudeutung der Ballade "Eyes Without A Face", beginnend als elektronischer Nachtkokon, der sich zum zeitgemäßen EDM-Pop-Bastard steigert."